# 恩卡纳西翁

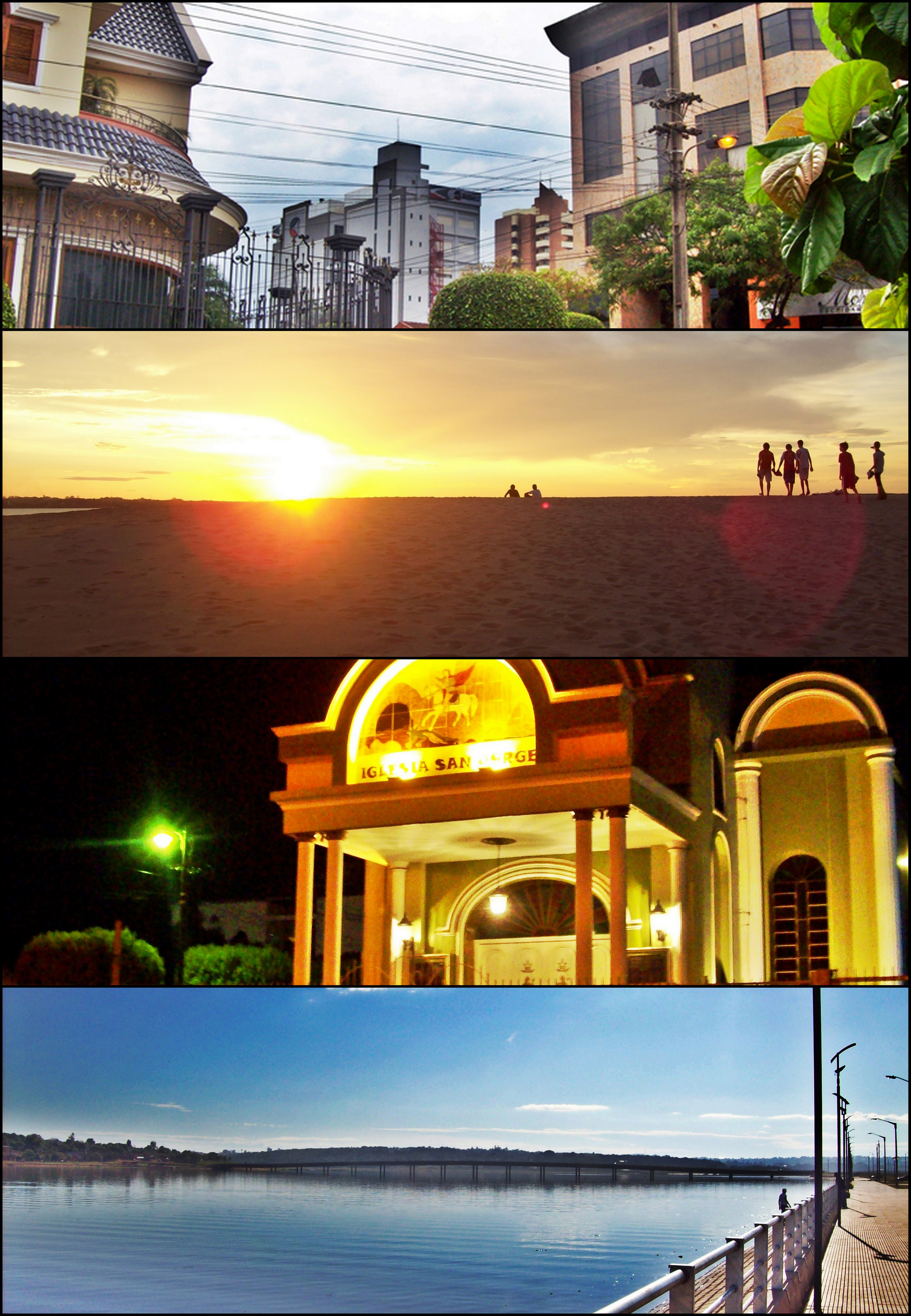
Encarnación

恩卡纳西翁（西班牙語：Encarnación），旧译恩卡内森，位于巴拉圭国境南隅，与阿根廷波萨达斯隔巴拉那河相望。由耶稣会传教士罗克·冈萨雷斯·圣克鲁斯建于1615年3月35日，1843年4月8日成为城镇。阿根廷、巴西和日本在恩卡纳西翁设有领事馆。
巴拉圭前总统阿尔弗雷多·斯特罗斯纳出生于恩卡纳西翁。